# Naturschutzgebiet Kurler Busch
Das Naturschutzgebiet Kurler Busch liegt im Dortmunder Nordosten im Stadtbezirk Scharnhorst zwischen den Ortsteilen Kurl und Husen im Süden und Lanstrop im Norden, in Nordrhein-Westfalen, Deutschland. Es umfasst eine Fläche von 197,3466 Hektar und ist damit das größte Naturschutzgebiet Dortmunds. Das Naturschutzgebiet Kurler Busch wurde am 19. Juni 1986 durch eine einstweilige Sicherstellung von der Bezirksregierung Arnsberg ausgewiesen. Am 30. November 1990 wurde es im Landschaftsplan Dortmund-Nord festgesetzt und dies wurde am 2. September 2005 in der ersten Änderung zum Landschaftsplan bestätigt.

## Beschreibung

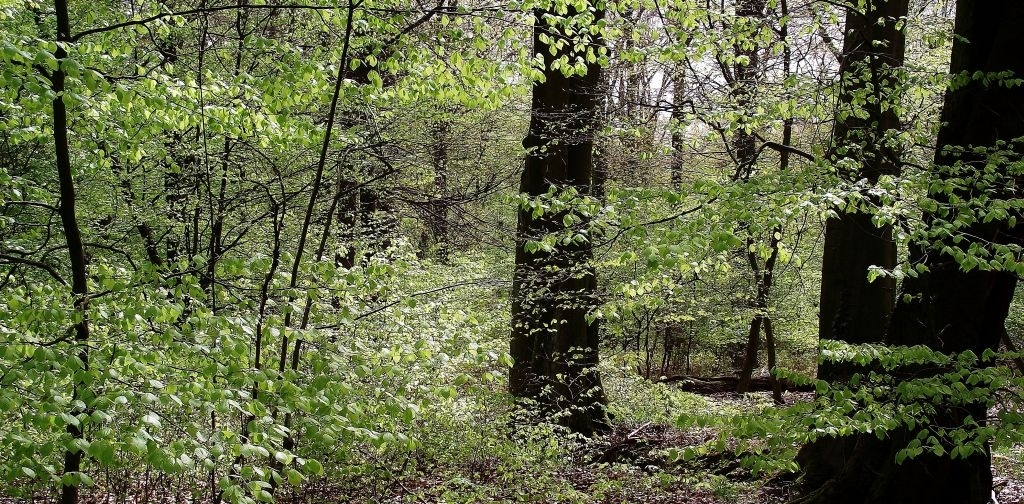
Buchenwald im Frühling

Als wertvollster strukturreicher Eichenmischwald, der fast vollständig aus Laubbäumen besteht, ergibt sich seine Bedeutung aus seiner relativen Ungestörtheit in der Stadtrandlage, umgeben von landwirtschaftlich genutzten Flächen, der geringen forstlichen Nutzung sowie dem relativ feuchten Standort.
Innerhalb des Waldes befinden sich zwei kleine Teiche, mehrere Kleingewässer und ein größeres, durch Bergsenkungen entstandenes Gewässer. Sie bieten Lebensraum für ein großes Amphibienvorkommen sowie eine Graureiherkolonie. Mehrere zumeist gradlinig verlaufende Bäche durchziehen den Kurler Busch. Das Quellgebiet des Rahmsloher Baches weist einen breiten Röhrichtsaum auf, mit im Zentrum der Nasswiesen stehenden abgestorbenen Bäumen. Gesäumt wird dieses Gebiet von einem Erlenfeuchtwald. Im zentralen Kurler Busch gibt es örtliche Standorte von Hainbuchen und Buchen, die teilweise in einen Flattergras-Buchenwald übergehen.
Im Norden des Kurler Busch schließt sich das Naherholungsgebiet rund um den Rahmsloher Bach an.
Der Kurler Busch wird als Naherholungsgebiet im dichtbesiedelten Gebiet intensiv genutzt.

## Besonders geschützte Arten

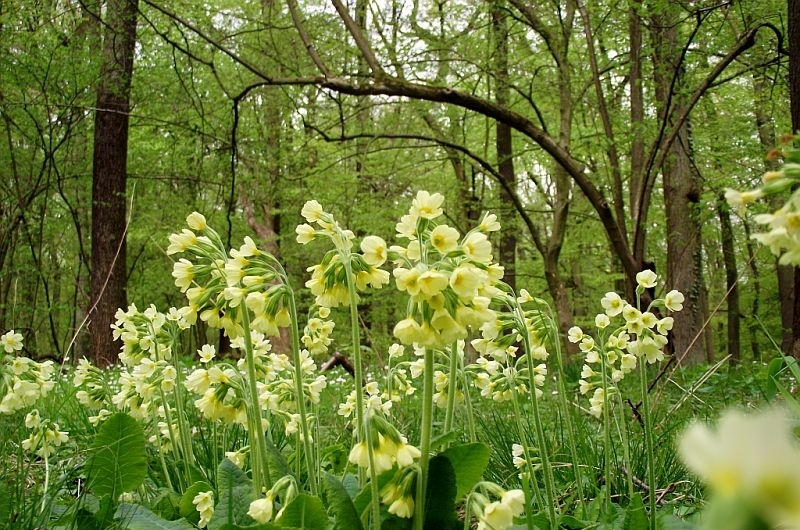
Schlüsselblume

Im Lebensraum Kurler Busch leben mehrere Arten, die auf der Roten Liste für gefährdete Arten stehen:
- Graureiher (EU-Code A028)
- Kormoran (EU-Code A017)
- Zwergtaucher (EU-Code A004)

## Schutzziele
Wichtigstes Schutzziel ist der Erhalt dieses strukturreichen, naturnahen Laubwaldes mit seinen Feuchtwiesen und Kleingewässern als Rückzugsraum und Trittstein-Biotop in der Hellwegregion.

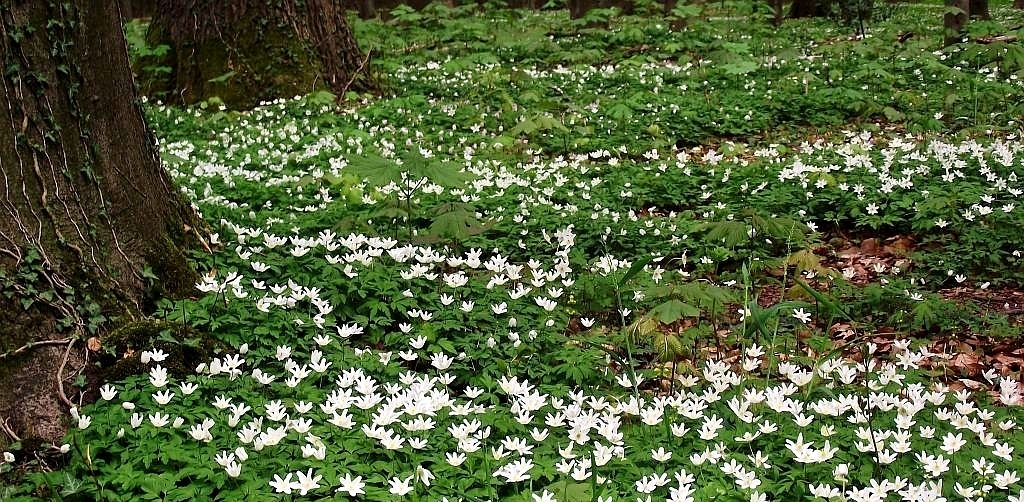
Buschwindröschen